# Rede de Áreas Protegidas dos Açores

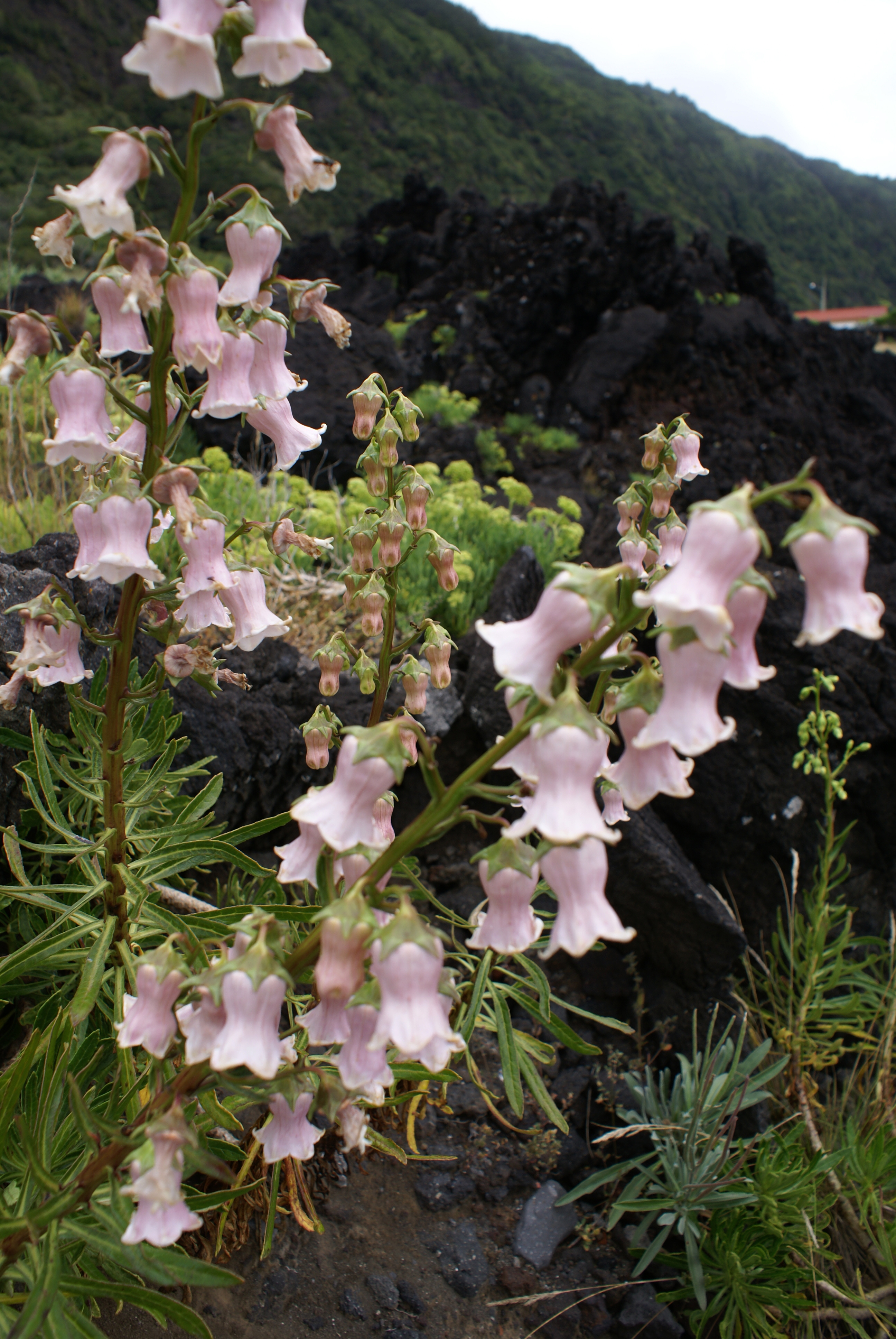
Azorina vidalii (Fajã das Almas, ilha de São Jorge).

A Rede de Áreas Protegidas dos Açores, oficialmente designada por Rede Regional de Áreas Protegidas, constitui a estrutura territorial e administrativa básica de conservação da natureza no arquipélago dos Açores e na região oceânica circundante. Integra a globalidade das áreas protegidas situadas no território da Região Autónoma dos Açores, na respectiva zona económica exclusiva e ainda as áreas marinhas protegidas situadas na região oceânica circundante que, nos termos das convenções e dos acordos internacionais aplicáveis, sejam colocadas sob a gestão do Governo dos Açores. A rede concretiza a classificação em categorias de gestão adoptada para as áreas protegidas pela União Internacional para a Conservação da Natureza (IUCN), adaptando-a às particularidades geográficas, ambientais, culturais e político-administrativas do território do arquipélago dos Açores.

## Características e objectivos
O arquipélago dos Açores, com características marcadamente vulcânicas e com uma biodiversidade terrestre e marinha marcada pelo distanciamento em relação aos continentes, exibe em todas as ilhas um conjunto de formas e características peculiares de grande interesse para a conservação da natureza e da paisagem. São vários os factores que contribuem para esse facto, entre eles o isolamento insular, o clima e a geologia, que criam condições ecológicas distintas, às quais se encontram associadas comunidades e ecossistemas específicos, com uma diversidade de espécies muito elevada. Das espécies endémicas dos Açores 68 são plantas vasculares, 9 são musgos e hepáticas, 49 são lesmas e caracóis, 267 são insectos, aranhas, centopeias, crustáceos e ácaros. Entre as espécies endémicas existe apenas um mamífero e duas espécies de ave.
As aves dos Açores são favorecidas pela extensa orla costeira das ilhas, associada aos diversos ilhéus adjacentes, os quais constituem importantes habitats de aves marinhas migradoras. Conhecem-se 46 espécies de aves nos Açores, 33 das quais nidificam regularmente nas ilhas e ilhéus. Algumas das espécies são dependentes da floresta de laurissilva, outras de existência de locais seguros de nidificação nas falésias costeiras e nos ilhéus.
No que respeita à biodiversidade marinha, o Mar dos Açores é uma importante zona de transição entre os trópicos e a região temperada do Atlântico Norte, funcionando como local de reprodução, crescimento e descanso para muitas espécies marinhas. Acresce que o Mar dos Açores contempla uma vasta paisagem oceânica que vai da zona-entre-marés até às planícies abissais e onde se encontram habitais marinhos únicos. Há registo de 460 espécies de peixes, distribuídas por 142 famílias, o que é revelador da riqueza da ictiofauna dos Açores. Ocorrem ainda 5 das 7 espécies de tartarugas conhecidas nos oceanos, entre as quais a mais abundante é a tartaruga-boba (Caretta caretta (Linnaeus, 1758)), considerada espécie prioritária pela Directiva Habitats.
Em cada uma das nove ilhas que constituem o arquipélago existem ecossistemas de grande raridade e diversidade, de onde se destacam as caldeiras vulcânicas, os campos de lava, as grutas e algares, as fumarolas, os recifes, as linhas de água e as fendas rochosas. Cada um destes biótopos é caracterizado pela presença de múltiplas espécies e habitats, incluindo vários que constam dos objectivos de protecção fixados para Rede Natura 2000 pelos anexos à Directiva Habitats, nome pelo qual é mais conhecida a Directiva 92/43/CEE do Conselho, de 21 de Maio de 1992, relativa à preservação dos habitats naturais e da fauna e da flora selvagens. No que respeita às aves selvagens, a Rede de Áreas Protegidas dos Açores visa dar execução ao disposto na Directiva Aves, a Directiva 2009/147/CE do Parlamento Europeu e do Conselho, de 30 de Novembro de 2009, relativa à conservação das aves selvagens.
Foi nesse contexto, e tendo em conta as obrigações assumidas no âmbito da União Europeia, da Convenção OSPAR, da Convenção de Ramsar e da execução das políticas de conservação da natureza, que foi criada a Rede de Áreas Protegidas dos Açores, a qual tem os seguintes objectivos gerais:
- Alcançar a afirmação da identidade e valor de cada área protegida terrestre ou marinha;
- Estabelecer mecanismos de conservação, preservação e de gestão dos ecossistemas, da biodiversidade e dos valores e recursos naturais, paisagísticos, científicos e espirituais dos Açores;
- Contribuir para a constituição de uma rede fundamental de conservação da natureza que articule os diversos regimes de protecção e salvaguarda de recursos e valores naturais;
- Criar unidades de gestão das áreas protegidas ao nível de cada ilha e do Mar dos Açores.

Para atingir os objectivos gerais apontados a Rede de Áreas Protegidas dos Açores prossegue os seguintes objectivos de gestão:
- Promover e gerir os recursos e valores naturais e culturais;
- Valorizar o património natural, cultural e construído, ordenando e regulamentando as intervenções artificiais susceptíveis de as degradar;
- Promover o conhecimento, a monitorização, a conservação e a divulgação dos valores ambientais nelas existentes;
- Fomentar uma cultura ambiental baseada na informação, na interpretação e na participação das organizações e dos cidadãos;
- Promover as actividades de turismo e de lazer compatíveis com os valores naturais protegidos, visando a compatibilização com o desenvolvimento socioeconómico das áreas protegidas.

Os objectivos de gestão, e as medidas específicas destinadas à sua concretização, visam garantir e promover a conservação dos ecossistemas, da biodiversidade e dos valores e recursos naturais e, ainda, assegurar a articulação das políticas de conservação com as utilizações humanas compatíveis das espécies e dos habitats.

## Estrutura
A Rede de Áreas Protegidas dos Açores é constituída por áreas protegidas, ou seja por sítios geograficamente bem delimitados que são designados ou regulamentados e geridos para alcançar objectivos específicos de conservação. Cada uma dessas áreas protegidas é legalmente delimitada, com a fixação rigorosa dos respectivos limites territoriais, sendo fixados objectivos de gestão e medidas específicas de ordenamento do território e de gestão da biodiversidade.
A cada uma das áreas protegidas incluídas na Rede é atribuído um conjunto de objectivos específicos de protecção, os quais, em conjugação com as características biofísicas e ecológicas existentes, determinam a categoria da área protegida. O sistema de classificação utilizado foi o adoptado pela IUCN para a determinação das categorias de gestão de áreas protegidas. Está em curso a revisão do sistema de protecção da natureza, estando em discussão parlamentar um novo diploma enquadrador.
A Rede inclui todas as áreas que tenham sido declaradas como incluídas numa ou mais das tipologias relevantes, adoptando sempre a delimitação que permita abranger a totalidade das áreas pertencentes a qualquer delas. Estão incluídos na Rede de Áreas Protegidas dos Açores os seguintes tipos de áreas protegidas:
- Áreas protegidas destinadas à preservação dos habitats naturais e da fauna e da flora selvagens, incluindo as aves selvagens, incluídas na Rede Natura 2000:
  - Sítio de importância comunitária;
  - Zona especial de conservação;
  - Zona de protecção especial;
- Zonas húmidas de importância internacional, especialmente enquanto «habitat» de aves aquáticas, abrangidas pela Convenção de Ramsar:
  - Sítio Ramsar;
- Áreas protegidas criadas ao abrigo do disposto no anexo V à Convenção OSPAR[9]:
  - Área marinha protegida OSPAR
- Áreas de importância regional ou local para a conservação da natureza, da biodiversidade ou da paisagem:
  - Área importante para as aves (IBA ou "Important Bird Area");
  - Área protegida de importância regional;
  - Reserva florestal de recreio
  - Área protegida de importância local.

Para efeitos de administração e gestão, as áreas protegidas integradas na Rede de Áreas Protegidas dos Açores integram-se nos seguintes tipos de unidades de gestão:
- Parque natural de ilha (PNI) — a unidade de gestão base da Rede de Áreas Protegidas dos Açores, sendo constituído um «parque natural de ilha» em cada uma das ilhas que constituem o arquipélago, o qual integra as áreas e sítios protegidos terrestres sitos no território da ilha, podendo abranger ainda áreas marinhas situadas até ao limite exterior do mar territorial contíguo à ilha;
- Parque Marinho dos Açores (PMA) — constituído pelas áreas marinhas protegidas sob gestão da Região Autónoma dos Açores situadas para além do limite exterior do mar territorial, integrando uma única unidade de gestão todas as tipologias de área, independentemente da área se localizar dentro ou fora da zona económica exclusiva;
- As áreas protegidas de importância local — áreas protegidas criadas por iniciativa autárquica, incluindo parques, jardins, miradouros ou estruturas similares. As reservas florestais de recreio são incluídas neste grupo.

Em consequência da aplicação da estrutura atrás apontada, a Rede de Áreas Protegidas dos Açores é constituída pelas seguintes unidades de gestão:
- Parque Natural de Santa Maria — criado pelo Decreto Legislativo Regional n.º 47/2008/A, 7 de Novembro;[10]
- Parque Natural de São Miguel — criado pelo Decreto Legislativo Regional n.º 19/2008/A, de 8 de Julho;[11]
- Parque Natural da Terceira — criado pelo Decreto Legislativo Regional n.º 11/2011/A, de 20 de Abril;[12]
- Parque Natural da Graciosa — criado pelo Decreto Legislativo Regional n.º 45/2008/A, de 5 de Novembro;[13]
- Parque Natural de São Jorge — criado pelo Decreto Legislativo Regional n.º 10/2011/A, de 28 de Março;[14]
- Parque Natural do Pico — criado pelo Decreto Legislativo Regional n.º 20/2008/A, de 9 de Julho;[15]
- Parque Natural do Faial — criado pelo Decreto Legislativo Regional n.º 46/2008/A, de 7 de Novembro;[16]
- Parque Natural das Flores — criado pelo Decreto Legislativo Regional n.º 8/2011/A, de 23 de Março;[17]
- Parque Natural do Corvo — criado pelo Decreto Legislativo Regional n.º 44/2008/A, de 5 de Novembro;[18]
- Parque Marinho dos Açores — criado pelo Decreto Legislativo Regional n.º 28/2011/A, de 11 de Novembro.[19]

## Áreas integradas na Rede Natura 2000
A operacionalização nos Açores da Rede Natura 2000 assentou no conjunto de áreas que haviam sido identificadas em 1986-1987, no âmbito do Projecto CORINE, como incluindo biótopos de importância primordial para a conservação da natureza. A lista de «Biótopos CORINE» então elaborada serviu de base à proposta de lista de sítios de importância comunitária aprovada pela Resolução n.º 30/98, de 5 de Fevereiro, corrigida pela Declaração n.º 12/98, de 7 de Maio, que aprovou a «Lista Nacional de Sítios/Açores».
Aquela lista foi posteriormente reconhecida pelas instâncias competentes da União Europeia como integrando os Sítios de Importância Comunitária (SIC) dos Açores e publicada como a Decisão da Comissão 2002/11/CE de 28 de Dezembro de 2001 que adopta a lista dos sítios de importância comunitária para a Região Biogeográfica da Macaronésia, onde se inclui o território dos Açores, nos termos da Directiva 92/43/CEE do Conselho. Aquela lista foi posteriormente alterada pela Decisão da Comissão 2008/95/CE de 25 de Janeiro de 2008 e substituída pela Decisão 2009/1001/UE da Comissão de 22 de Dezembro de 2009 que adopta, em aplicação da Directiva 92/43/CEE do Conselho, a segunda lista actualizada dos sítios de importância comunitária da região biogeográfica macaronésica, que actualmente vigora.
A outra componente da Rede Natura 2000, as zonas de protecção especial (ZPE) destinadas à conservação das aves selvagens, foi declarada à Comissão Europeia em 1990, tendo sido transposta para o quadro jurídico açoriano, através do Decreto Regulamentar Regional n.º 14/2004/A, de 20 de Maio, alterado pelo Decreto Regulamentar Regional n.º 24/2004/A, de 1 de Julho, e pelo Decreto Regulamentar Regional n.º 9/2005/A, de 19 de Abril. Corresponde a um conjunto de áreas classificadas ao abrigo da Directiva n.º 79/409/CEE de 2 de Abril, a Directiva Aves então em vigor, transposta para o direito português através do Decreto-Lei n.º 140/99, de 24 de Abril e para o direito regional através do Decreto Legislativo Regional n.º 18/2002/A de 16 de Maio.
Decorre do n.º 4 artigo 4.º da Directiva Habitats, que num prazo de seis anos após a declaração de um sítio como de importância comunitária o Estado-membro designa esse sítio como zona especial de conservação, estabelecendo prioridades em função da importância dos sítios para a manutenção ou o restabelecimento do estado de conservação favorável de um tipo ou mais de habitats naturais a que se refere o anexo I ou de uma ou mais espécies a que se refere o anexo II e para a coerência da
rede Natura 2000, por um lado, e em função das ameaças de degradação e de destruição que pesam sobre esses sítios, por outro. Esse requisito foi cumprido, em relação aos sítios declarados pela Decisão da Comissão 2002/11/CE de 28 de Dezembro de 2001, pelo Decreto Regulamentar Regional n.º 5/2009/A, de 3 de Junho, que classifica os sítios de importância comunitária (SIC) como zonas especiais de conservação (ZEC), no território da Região Autónoma dos Açores.
Foram inicialmente identificados 23 sítios de importância comunitária, compreendendo uma área total de 33 639 ha, a que se juntaram 15 zonas especiais de protecção destinadas a aves selvagens, com uma área total de 11 825 ha. Dado o carácter insular dos Açores, importa também preservar o seu meio marinho, pela sua riqueza em habitats e espécies, daí estarem incluídos na Rede Natura 2000 8 646 ha de áreas marinhas. Algumas áreas terrestres e marinhas dos Açores, caracterizadas pela sua elevada riqueza em termos de diversidade biológica, foram designadas simultaneamente como SIC e ZPE.
A Decisão 2009/1001/UE da Comissão de 22 de Dezembro de 2009 que adopta, em aplicação da Directiva 92/43/CEE do Conselho, a segunda lista actualizada dos sítios de importância comunitária da região biogeográfica macaronésica incluiu duas novas áreas, o Campo Hidrotermal Menez Gwen e o Campo Hidrotermal Lucky Strike, elevando para 40 (23 ZEC, 2 SIC e 15 ZPE) o total das áreas protegidas açorianas incluídas na Rede Natura 2000. Essas duas áreas ainda se mantêm como sítios de importância comunitária, estando a decorrer o processo que levará à sua transformação em zonas especiais de conservação.

### Zonas especiais de conservação (ZEC) e sítios de importância comunitária (SIC)
Zonas Especiais de Conservação (ZEC) terrestres e do mar territorial
| Zonas especiais de conservação (ZEC) | Zonas especiais de conservação (ZEC) | Zonas especiais de conservação (ZEC) | Zonas especiais de conservação (ZEC) |
| Código                               | Designação e habitats prioritários presentes | Latitude Longitude                   | Área (ha)                            |
| Ilha do Corvo                        | Ilha do Corvo | Ilha do Corvo                        | Ilha do Corvo                        |
| ------------------------------------ | --- | ------------------------------------ | ------------------------------------ |
| PTCOR0001                            | Costa e Caldeirão (Corvo) Habitats constantes do anexo I da Directiva Habitats: - 1160 Enseadas e baías pouco profundas - 1170 Recifes - 1220 Vegetação perene das praias de calhaus rolados - 1250 Falésias com flora endémica das costas macaronésicas - 3130 Águas estagnadas, oligotróficas a mesotróficas, com vegetação da Littorelletea uniflorae e/ou da Isoëto-Nanojuncetea - 3160 Lagos e charcos distróficos naturais - 4050 * Charnecas macaronésicas endémicas - 6180 Prados mesófilos macaronésicos - 7110 * Turfeiras altas activas - 7120 Turfeiras altas degradadas ainda susceptíveis de regeneração natural - 7130 Turfeiras de coberta (* turfeiras activas) - 8220 Vegetação casmofítica das vertentes rochosas siliciosas - 8330 Grutas marinhas submersas ou semi-submersas - 91D0 * Turfeiras arborizadas Espécies da flora constantes do anexo II da Directiva Habitats: - Ammi trifoliatum - Azorina vidalii - Culcita macrocarpa - Erica azorica - Euphorbia stygiana - Euphrasia azorica - Frangula azorica - Isoetes azorica - Myosotis azorica - Myosotis maritima - Picconia azorica - Rumex azoricus - Scabiosa nitens - Spergularia azorica - Trichomanes speciosum - Woodwardia radicans Espécies da fauna constantes do anexo II da Directiva Habitats: - Caretta caretta - Tursiops truncatus | 39º 42’ N 31º 06’ W                  | 972,80                               |
| Ilha das Flores                      | |                                      |                                      |
| PTFLO0002                            | Zona Central e Morro Alto (Flores) Habitats constantes do anexo I da Directiva Habitats: - 3130 Águas estagnadas, oligotróficas a mesotróficas, com vegetação da Littorelletea uniflorae e/ou da Isoëto-Nanojuncetea - 3160 Lagos e charcos distróficos naturais - 3220 Cursos de água alpinos com vegetação ripícola herbácea - 4050 * Charnecas macaronésicas endémicas - 4060 Charnecas alpinas e subalpinas - 6180 Prados mesófilos macaronésicos - 7110 * Turfeiras altas activas - 7120 Turfeiras altas degradadas ainda susceptíveis de regeneração natural - 7130 Turfeiras de coberta (* turfeiras activas) - 7140 Turfeiras de transição e turfeiras ondulantes - 8220 Vertentes rochosas siliciosas com vegetação casmofítica - 8230 Vegetação pioneira de superfícies rochosas - 91D0 * Turfeiras arborizadas - 9360 * Laurissilvas macaronésicas (Laurus, Ocotea) - 8230 Vegetação pioneira de superfícies rochosas - 9560 * Florestas macaronésicas de Juniperus spp. Espécies da flora constantes do anexo II da Directiva Habitats: - Ammi trifoliatum - Arceuthobium azoricum - Chaerophyllum azoricum - Culcita macrocarpa - Erica azorica - Euphorbia stygiana - Euphrasia azorica - Frangula azorica - Isoetes azorica - Myosotis azorica - Picconia azorica - Scabiosa nitens - Spergularia azorica - Trichomanes speciosum - Woodwardia radicans | 39º 27’ N 31º 13’ W                  | 2 931,09                             |
| PTFLO0003                            | Costa Nordeste das Flores (Flores) Habitats constantes do anexo I da Directiva Habitats: - 1160 Enseadas e baías pouco profundas - 1170 Recifes - 1210 Vegetação anual das zonas de acumulação de detritos pela maré - 1220 Vegetação perene das praias de calhaus rolados - 1250 Falésias com flora endémica das costas macaronésicas - 1320 Prados de Spartina (Spartinion maritimae) - 4050 * Charnecas macaronésicas endémicas - 8220 Vegetação casmofítica das falésias rochosas siliciosas - 8230 Vegetação pioneira de superfícies rochosas - 8330 Grutas marinhas submersas ou semi-submersas Espécies da flora constantes do anexo II da Directiva Habitats: - Azorina vidalii - Erica azorica - Euphorbia stygiana - Myosotis maritima - Picconia azorica - Spergularia azorica - Woodwardia radicans Espécies da fauna constantes do anexo II da Directiva Habitats: - Caretta caretta - Tursiops truncatus | 39º 30’ N 31º 10’ W                  | 1 250,76                             |
| Ilha do Faial                        | |                                      |                                      |
| PTFAI0004                            | Caldeira e Capelinhos (Faial) Habitats constantes do anexo I da Directiva Habitats: - 1160 Enseadas e baías pouco profundas - 1170 Recifes - 1210 Vegetação anual das zonas de acumulação de detritos pela maré - 1220 Vegetação perene das praias de calhaus rolados - 1250 Falésias com flora endémica das costas macaronésicas - 3160 Lagos e charcos distróficos naturais - 3220 Cursos de água alpinos com vegetação ripícola herbácea - 4050* Charnecas macaronésicas endémicas - 6180 Prados mesófilos macaronésicos - 7110* Turfeiras altas activas - 7130 Turfeiras de coberta (* turfeiras activas) - 7140 Turfeiras de transição e turfeiras ondulantes - 8220 Vegetação casmofítica das falésias rochosas siliciosas - 8230 Vegetação pioneira de superfícies rochosas - 8310 Grutas não exploradas pelo turismo - 8320 Campos de lava e escavações naturais - 8330 Grutas marinhas submersas ou semi-submersas - 91D0 * Turfeiras arborizadas - 9360* Laurissilvas macaronésicas (Laurus, Ocotea) - 9560 * Florestas endémicas de Juniperus spp. Espécies da flora constantes do anexo II da Directiva Habitats: - Ammi trifoliatum - Angelica lignescens - Arceuthobium azoricum - Culcita macrocarpa - Erica azorica - Euphorbia stygiana - Euphrasia grandiflora - Frangula azorica - Isoetes azorica - Lactuca watsoniana - Picconia azorica - Picconia azorica - Rumex azoricus - Sanicula azorica - Spergularia azorica - Trichomanes speciosum - Woodwardia radicans Espécies da fauna constantes do anexo II da Directiva Habitats: - Caretta caretta - Tursiops truncatus | 38º 35’ N 28º 45’ W                  | 2 086,22                             |
| PTFAI0005                            | Monte da Guia (Faial) Habitats constantes do anexo I da Directiva Habitats: - 1160 Enseadas e baías pouco profundas - 1170 Recifes - 1210 Vegetação anual das zonas de acumulação de detritos pela maré - 1220 Vegetação perene das praias de calhaus rolados - 1250 Falésias com flora endémica das costas macaronésicas - 1320 Prados de Spartina (Spartinion maritimae) - 2130 * Dunas fixas com vegetação herbácea («dunas cinzentas») - 4050 * Charnecas macaronésicas endémicas - 8330 Grutas marinhas submersas ou semi-submersas Espécies da flora constantes do Anexo II da Directiva Habitats - Azorina vidalii - Erica azorica - Myosotis maritima - Scabiosa nitens Espécies da fauna constantes do anexo II da Directiva Habitats: - Caretta caretta - Tursiops truncatus | 38º 31’ N 28º 37’ W                  | 383,16                               |
| PTFAI0006                            | Ponta do Varadouro (Faial) Habitats constantes do anexo I da Directiva Habitats: - 1160 Enseadas e baías pouco profundas - 1170 Recifes - 1250 Falésias com flora endémica das costas macaronésicas - 4050 * Charnecas macaronésicas endémicas - 8330 Grutas marinhas submersas ou semi-submersas - 9360 * Laurissilvas macaronésicas (Laurus, Ocotea) Espécies da flora constantes do anexo II da Directiva Habitats: - Erica azorica - Picconia azorica - Spergularia azorica | 38º 34’ N 28º 47’ W                  | 17,61                                |
| PTFAI0007                            | Morro de Castelo Branco (Faial) Habitats constantes do anexo I da Directiva Habitats: - 1170 Recifes - 1160 Enseadas e baías pouco profundas - 1210 Vegetação anual das zonas de acumulação de detritos pela maré - 1220 Vegetação perene das praias de calhaus rolados - 1250 Falésias com flora endémica das costas macaronésicas - 4050 * Charnecas macaronésicas endémicas - 8330 Grutas marinhas submersas ou semi-submersas Espécies da flora constantes do anexo II da Directiva Habitats: - Azorina vidalii - Erica azorica - Myosotis maritima - Picconia azorica - Spergularia azorica Espécies da fauna constantes do anexo II da Directiva Habitats: - Caretta caretta - Tursiops truncatus | 38º 31’ N 28º 45’ W                  | 126,42                               |
| Ilha do Pico                         | |                                      |                                      |
| PTPIC0008                            | Baixa do Sul (Pico) Habitats constantes do anexo I da Directiva Habitats: - 1170 Recifes Espécies da fauna constantes do anexo II da Directiva Habitats: - Caretta caretta - Tursiops truncatus | 38º 30’ N 28º 35’ W                  | 54,68                                |
| PTPIC0009                            | Montanha do Pico, Prainha e Caveiro (Pico) Habitats constantes do anexo I da Directiva Habitats: - 3130 Águas estagnadas, oligotróficas a mesotróficas, com vegetação da Littorelletea uniflorae e/ou da Isoëto-Nanojuncetea - 3160 Lagos e charcos distróficos naturais - 3170 * Charcos temporários mediterrânicos - 3220 Cursos de água alpinos com vegetação ripícola herbácea - 4050 * Charnecas macaronésicas endémicas - 4060 Charnecas alpinas e sub-alpinas - 6180 Prados mesófilos macaronésicos - 7110* Turfeiras altas activas - 7120 Turfeiras altas degradadas ainda susceptíveis de regeneração natural - 7130 Turfeiras de coberta (* turfeiras activas) - 8220 Vegetação casmofítica das falésias rochosas siliciosas - 8230 Vegetação pioneira de superfícies rochosas - 8310 Grutas não exploradas pelo turismo - 8320 Campos de lava e escavações naturais - 91D0 * Turfeiras arborizadas - 9360 * Laurissilvas macaronésicas (Laurus, Ocotea) - 9560 * Florestas endémicas de Juniperus spp. Espécies da flora constantes do anexo II da Directiva Habitats: - Ammi trifoliatum - Angelica lignescens - Arceuthobium azoricum - Chaerophyllum azoricum - Culcita macrocarpa - Erica azorica - Euphorbia stygiana - Euphrasia grandiflora - Frangula azorica - Isoetes azorica - Lactuca watsoniana - Picconia azorica - Prunus azorica - Rumex azoricus - Sanicula azorica - Scabiosa nitens - Trichomanes speciosum - Woodwardia radicans | 38º 28’ N 28º 17’ W                  | 8 572,0                              |
| PTPIC0010                            | Ponta da Ilha (Pico) Habitats constantes do anexo I da Directiva Habitats: - 1170 Recifes - 1160 Enseadas e baías pouco profundas - 1220 Vegetação perene das praias de calhaus rolados - 1250 Falésias com flora endémica das costas macaronésicas - 4050 * Charnecas macaronésicas endémicas - 8320 Campos de lava e escavações naturais - 8330 Grutas marinhas submersas ou semi-submersas Espécies da flora constantes do anexo II da Directiva Habitats: - Azorina vidalii - Erica azorica - Lotus azoricus - Myosotis maritima - Spergularia azorica Espécies da fauna constantes do anexo II da Directiva Habitats: - Caretta caretta - Tursiops truncatus | 38º 25’ N 28º 02’ W                  | 394,96                               |
| PTPIC0011                            | Costa das Lajes do Pico (Pico) Habitats constantes do anexo I da Directiva Habitats: - 1160 Enseadas e baías pouco profundas - 1170 Recifes - 1210 Vegetação anual das zonas de acumulação de detritos pela maré - 1220 Vegetação perene das praias de calhaus rolados - 1250 Falésias com flora endémica das costas macaronésicas - 1320 Prados de Spartina (Spartinion maritimae) - 1410 Prados salgados mediterrânicos (Juncetalia maritimi) - 4050 * Charnecas macaronésicas endémicas Espécies da flora constantes do anexo II da Directiva Habitats: - Azorina vidalii - Erica azorica - Spergularia azorica Espécies da fauna constantes do anexo II da Directiva Habitats: - Caretta caretta - Tursiops truncatus | 38º 23’ N 28º 15’ W                  | 142,15                               |
| PTPIC0012                            | Ilhéus da Madalena (Pico) Habitats constantes do anexo I da Directiva Habitats: - 1160 Enseadas e baías pouco profundas - 1170 Recifes - 1210 Vegetação anual das zonas de acumulação de detritos pela maré - 1220 Vegetação perene das praias de calhaus rolados - 1250 Falésias com flora endémica das costas macaronésicas - 8330 Grutas marinhas submersas ou semi-submersas Espécies da flora constantes do anexo II da Directiva Habitats: - Azorina vidalii - Spergularia azorica Espécies da fauna constantes do anexo II da Directiva Habitats: - Caretta caretta - Tursiops truncatus | 38º 32’ N 28º 32’ W                  | 146,40                               |
| Ilha de São Jorge                    | |                                      |                                      |
| PTJOR0013                            | Ponta dos Rosais (São Jorge) Habitats constantes do anexo I da Directiva Habitats: - 1160 Enseadas e baías pouco profundas - 1170 Recifes - 1210 Vegetação anual das zonas de acumulação de detritos pela maré - 1220 Vegetação perene das praias de calhaus rolados - 1250 Falésias com flora endémica das costas macaronésicas - 4050 * Charnecas macaronésicas endémicas - 8330 Grutas marinhas submersas ou semi-submersas Espécies da flora constantes do anexo II da Directiva Habitats: - Erica azorica - Myosotis maritima - Scabiosa nitens Espécies da fauna constantes do anexo II da Directiva Habitats: - Caretta caretta - Tursiops truncatus | 38º 45’ N 28º 18’ W                  | 306,90                               |
| PTJOR0014                            | Costa Nordeste e Ponta do Topo (São Jorge) Habitats constantes do anexo I da Directiva Habitats: - 1150 * Lagunas costeiras - 1160 Enseadas e baías pouco profundas - 1170 Recifes - 1210 Vegetação anual das zonas de acumulação de detritos pela maré - 1220 Vegetação perene das praias de calhaus rolados - 1250 Falésias com flora endémica das costas macaronésicas - 1320 Prados de Spartina (Spartinion maritimae) - 1410 Prados salgados mediterrânicos (Juncetalia maritimi) - 3130 Águas estagnadas, oligotróficas a mesotróficas, com vegetação da Littorelletea uniflorae e ou da Isoëto-Nanojuncetea - 3160 Lagos e charcos distróficos naturais - 4050 * Charnecas macaronésicas endémicas - 6180 Prados mesófilos macaronésicos - 7110 * Turfeiras altas activas - 7120 Turfeiras altas degradadas ainda susceptíveis de regeneração natural - 7130 Turfeiras de coberta (* turfeiras activas) - 8220 Vegetação casmofítica das falésias rochosas siliciosas - 8230 Vegetação pioneira de superfícies rochosas - 8330 Grutas marinhas submersas ou semi-submersas - 91D0 * Turfeiras arborizadas - 9360 * Laurissilvas macaronésicas (Laurus, Ocotea) - 9560 * Florestas endémicas de Juniperus spp. Espécies da flora constantes do anexo II da Directiva Habitats: - Ammi trifoliatum - Arceuthobium azoricum - Azorina vidalii - Chaerophyllum azoricum - Culcita macrocarpa - Erica azorica - Euphorbia stygiana - Euphrasia grandiflora - Frangula azorica - Isoetes azorica - Myosotis maritima - Prunus azorica - Rumex azoricus - Sanicula azorica - Scabiosa nitens - Spergularia azorica - Trichomanes speciosum - Woodwardia radicans Espécies da fauna constantes do anexo II da Directiva Habitats: - Caretta caretta - Tursiops truncatus | 38º 35’ N 27º 51’ W                  | 3 965,08                             |
| Ilha Graciosa                        | |                                      |                                      |
| PTGRA0015                            | Ilhéu de Baixo e Ponta da Restinga (Graciosa) Habitats constantes do anexo I da Directiva Habitats: - 1160 Enseadas e baías pouco profundas - 1170 Recifes - 1210 Vegetação anual das zonas de acumulação de detritos pela maré - 1220 Vegetação perene das praias de calhaus rolados - 1250 Falésias com flora endémica das costas macaronésicas - 8330 Grutas marinhas submersas ou semi-submersas Espécies da flora constantes do anexo II da Directiva Habitats: - Azorina vidalii - Erica azorica - Myosotis maritima - Spergularia azorica Espécies da fauna constantes do anexo II da Directiva Habitats: - Caretta caretta - Tursiops truncatus | 39º 01’ N 27º 57’ W                  | 243,67                               |
| PTGRA0016                            | Ponta Branca (Graciosa) Habitats constantes do anexo I da Directiva Habitats: - 1220 Vegetação perene das praias de calhaus rolados - 1250 Falésias com flora endémica das costas macaronésicas - 4050 * Charnecas macaronésicas endémicas Espécies da flora constantes do anexo II da Directiva Habitats: - Ammi trifoliatum - Erica azorica | 39º 02’ N 28º 02’ W                  | 68,64                                |
| Ilha Terceira                        | |                                      |                                      |
| PTTER0017                            | Serra de Santa Bárbara e Pico Alto (Terceira) Habitats constantes do anexo I da Directiva Habitats: - 1220 Vegetação perene das praias de calhaus rolados - 1250 Falésias com flora endémica das costas macaronésicas - 3130 Águas estagnadas, oligotróficas a mesotróficas, com vegetação da Littorelletea uniflorae e ou da Isoëto-Nanojuncetea - 3160 Lagos e charcos distróficos naturais - 3170 * Charcos temporários mediterrânicos - 4050 * Charnecas macaronésicas endémicas - 4060 Charnecas alpinas e sub-alpinas - 6180 Prados mesófilos macaronésicos - 7110 * Turfeiras altas activas - 7120 Turfeiras altas degradadas ainda susceptíveis de regeneração natural - 7130 Turfeiras de coberta (* turfeiras activas) - 7140 Turfeiras de transição e turfeiras ondulantes - 8220 Vegetação casmofítica das falésias rochosas siliciosas - 8230 Vegetação pioneira de superfícies rochosas - 8310 Grutas não exploradas pelo turismo - 8320 Campos de lava e escavações naturais - 91D0 * Turfeiras arborizadas - 9360 * Laurissilvas macaronésicas (Laurus, Ocotea) - 9560 * Florestas endémicas de Juniperus spp. Espécies da flora constantes do anexo II da Directiva Habitats: - Ammi trifoliatum - Angelica lignescens - Arceuthobium azoricum - Culcita macrocarpa - Erica azorica - Euphorbia stygiana - Euphrasia grandiflora - Frangula azorica - Isoetes azorica - Lactuca watsoniana - Marsilea azorica - Myosotis maritima - Picconia azorica - Prunus azorica - Rumex azoricus - Sanicula azorica - Scabiosa nitens - Spergularia azorica - Trichomanes speciosum - Woodwardia radicans | 38º 44’ N 27º 17’ W                  | 4 760,25                             |
| PTTER0018                            | Costa das Quatro Ribeiras (Terceira) Habitats constantes do anexo I da Directiva Habitats: - 1160 Enseadas e baías pouco profundas - 1210 Vegetação anual das zonas de acumulação de detritos pela maré - 1220 Vegetação perene das praias de calhaus rolados - 1250 Falésias com flora endémica das costas macaronésicas - 4050 * Charnecas macaronésicas endémicas - 8310 Grutas não exploradas pelo turismo - 8330 Grutas marinhas submersas ou semi-submersas Espécies da flora constantes do anexo II da Directiva Habitats: - Azorina vidalii - Erica azorica - Myosotis maritima - Rumex azoricus - Spergularia azorica Espécies da fauna constantes do anexo II da Directiva Habitats: - Caretta caretta - Tursiops truncatus | 38º 48’ N 27º 12’ W                  | 243,67                               |
| Ilha de São Miguel                   | |                                      |                                      |
| PTMIG0019                            | Lagoa do Fogo (São Miguel) Habitats constantes do anexo I da Directiva Habitats: - 3130 Águas estagnadas, oligotróficas a mesotróficas, com vegetação da Littorelletea uniflorae e ou da Isoëto-Nanojuncetea - 4050 * Charnecas macaronésicas endémicas - 6180 Prados mesófilos macaronésicos - 7120 Turfeiras altas degradadas ainda susceptíveis de regeneração natural - 7130 Turfeiras de coberta (* turfeiras activas) - 91D0 * Turfeiras arborizadas - 9360 * Laurissilvas macaronésicas (Laurus, Ocotea) Espécies da flora constantes do anexo II da Directiva Habitats: - Culcita macrocarpa - Erica azorica - Euphorbia stygiana - Frangula azorica - Trichomanes speciosum - Woodwardia radicans | 37º 46’ N 25º 28’ W                  | 1 360,42                             |
| PTMIG0020                            | Caloura e Ponta da Galera (São Miguel) Habitats constantes do anexo I da Directiva Habitats: - 1160 Enseadas e baías pouco profundas - 1170 Recifes - 1210 Vegetação anual das zonas de acumulação de detritos pela maré - 1220 Vegetação perene das praias de calhaus rolados - 1250 Falésias com flora endémica das costas macaronésicas - 4050 * Charnecas macaronésicas endémicas - 8330 Grutas marinhas submersas ou semi-submersas Espécies da flora constantes do anexo II da Directiva Habitats: - Erica azorica - Spergularia azorica Espécies da fauna constantes do anexo II da Directiva Habitats: - Caretta caretta - Tursiops truncatus | 37º 42’ N 25º 30’ W                  | 204,20                               |
| Ilha de Santa Maria                  | |                                      |                                      |
| PTSMA0022                            | Ponta do Castelo (Santa Maria) Habitats constantes do anexo I da Directiva Habitats: - 1160 Enseadas e baías pouco profundas - 1210 Vegetação anual das zonas de acumulação de detritos pela maré - 1220 Vegetação perene das praias de calhaus rolados - 1250 Falésias com flora endémica das costas macaronésicas - 8330 Grutas marinhas submersas ou semi-submersas Espécies da flora constantes do anexo II da Directiva Habitats: - Ammi trifoliatum - Azorina vidalii - Erica azorica - Lotus azoricus - Spergularia azorica Espécies da fauna constantes do anexo II da Directiva Habitats: - Caretta caretta - Tursiops truncatus | 36º 56’ N 25º 23’ W                  | 320,49                               |

Zonas Especiais de Conservação e Sítios de Importância Comunitária Oceânicos
| Zonas Especiais de Conservação (ZEC) e Sítios de Importância Comunitária (SIC) do Mar dos Açores | Zonas Especiais de Conservação (ZEC) e Sítios de Importância Comunitária (SIC) do Mar dos Açores | Zonas Especiais de Conservação (ZEC) e Sítios de Importância Comunitária (SIC) do Mar dos Açores | Zonas Especiais de Conservação (ZEC) e Sítios de Importância Comunitária (SIC) do Mar dos Açores |
| Código                                                                                           | Designação e habitats prioritários presentes | Latitude Longitude                                                                               | Área (ha)                                                                                        |
| Zona Económica Exclusiva dos Açores                                                              | Zona Económica Exclusiva dos Açores | Zona Económica Exclusiva dos Açores                                                              | Zona Económica Exclusiva dos Açores                                                              |
| ------------------------------------------------------------------------------------------------ | --- | ------------------------------------------------------------------------------------------------ | ------------------------------------------------------------------------------------------------ |
| PTMIG0021                                                                                        | Banco D. João de Castro (oceânico) Habitats constantes do anexo I da Directiva Habitats: - 1170 Recifes Espécies da fauna constantes do anexo II da Directiva Habitats: - Caretta caretta - Tursiops truncatus                | 38º 14’ N 26º 36’ W                                                                              | 1 643,0                                                                                          |
| PTSMA0023                                                                                        | Ilhéu das Formigas e Recife Dollabarat (oceânico) Habitats constantes do anexo I da Directiva Habitats: - 1170 Recifes Espécies da fauna constantes do anexo II da Directiva Habitats: - Caretta caretta - Tursiops truncatus | 37º 15’ N 25º 45’ W                                                                              | 3 542,0                                                                                          |
| PTMAZ0001                                                                                        | Menez Gwen (oceânico – Mar Macaronésico) Habitats constantes do anexo I da Directiva Habitats: - 1170 Recifes | 31º 31’ N 37º 49’ W                                                                              | 9 489,0                                                                                          |
| PTMAZ0002                                                                                        | Lucky Strike (oceânico – Mar Macaronésico) Habitats constantes do anexo I da Directiva Habitats: - 1170 Recifes | 32º 18’ N 37º 17’ W                                                                              | 19 023,5                                                                                         |

Fonte: Decisão 2009/1001/UE da Comissão de 22 de Dezembro de 2009 que adopta, em aplicação da Directiva 92/43/CEE do Conselho, 
a segunda lista actualizada dos sítios de importância comunitária da região biogeográfica macaronésica.

### Zonas de protecção especial para aves selvagens (ZPE)
Zonas de Protecção Especial para Aves Selvagens
| Zonas de Protecção Especial (ZPE) | Zonas de Protecção Especial (ZPE) | Zonas de Protecção Especial (ZPE) | Zonas de Protecção Especial (ZPE) | Zonas de Protecção Especial (ZPE) |
| Código                            | Designação e espécies prioritárias presentes | Latitude Longitude                | Altitude m                        | Área (ha)                         |
| Ilha do Corvo                     | Ilha do Corvo | Ilha do Corvo                     | Ilha do Corvo                     | Ilha do Corvo                     |
| --------------------------------- | --- | --------------------------------- | --------------------------------- | --------------------------------- |
| PTZPE0020                         | Costa e Caldeirão (Corvo) - Calonectris diomedea borealis - Sterna hirundo - Sterna dougallii | 39º 42’ N 31º 06’ W               | 0 – 718                           | 642                               |
| Ilha das Flores                   | |                                   |                                   |                                   |
| PTZPE0021                         | Costa Sul e Sudoeste das Flores (Lajes das Flores) - Calonectris diomedea borealis - Sterna hirundo - Sterna dougallii - Puffinus assimilis baroli - Oceanodroma castro                                                                       | 39º 23’ N 31º 15’ W               | 0 – 400                           | 230                               |
| PTZPE0022                         | Costa Nordeste das Flores (Santa Cruz das Flores) - Calonectris diomedea borealis - Sterna hirundo - Sterna dougallii - Puffinus assimilis baroli - Egretta garzetta                                                                          | 39º 30’ N 31º 10’ W               | 0 – 375                           | 130                               |
| Ilha do Faial                     | |                                   |                                   |                                   |
| PTZPE0023                         | Caldeira do Faial e Capelinhos (Horta) - Calonectris diomedea borealis - Sterna hirundo - Sterna dougallii - Columba palumbus azorica - Regulus regulus inermis - Egretta garzetta                                                            | 38º 35’ N 28º 45’ W               | 0 – 1043                          | 2 076                             |
| Ilha do Pico                      | |                                   |                                   |                                   |
| PTZPE0024                         | Costa das Lajes do Pico (Lajes do Pico) - Calonectris diomedea borealis - Charadrius alexandrinus - Calidris alpina - Philomachus pugnax - Egretta garzetta                                                                                   | 38º 23’ N 28º 15’ W               | 0 – 100                           | 29                                |
| PTZPE0025                         | Ponta da Ilha (Lajes do Pico) - Calonectris diomedea borealis - Sterna hirundo - Sterna dougallii - Columba palumbus azorica | 38º 25’ N 28º 02’ W               | 0 – 225                           | 324                               |
| PTZPE0026                         | Furnas de Santo António e Costa Adjacente (São Roque do Pico) - Calonectris diomedea borealis - Sterna hirundo - Sterna dougallii | 38º 32’ N 28º 20’ W               | 0 – 50                            | 23                                |
| PTZPE0027                         | Zona Central do Pico (Madalena do Pico, Lajes do Pico, São Roque do Pico) - Columba palumbus azorica - Regulus regulus inermis | 38º 25’ N 28º 02’ W               | 200 - 1000                        | 5 832                             |
| Ilha de São Jorge                 | |                                   |                                   |                                   |
| PTZPE0028                         | Ilhéu do Topo e Costa Adjacente (Calheta de São Jorge) - Calonectris diomedea borealis - Sterna hirundo - Sterna dougallii - Bulweria bulwerii - Puffinus assimilis - Egretta garzetta - Oceanodroma castro                                   | 38º 34’ N 27º 48’ W               | 0 - 424                           | 346                               |
| Ilha Graciosa                     | |                                   |                                   |                                   |
| PTZPE0029                         | Ilhéu de Baixo (Santa Cruz da Graciosa) - Calonectris diomedea borealis - Sterna hirundo - Sterna dougallii - Oceanodroma castro - Puffinus assimilis baroli - Bulweria bulwerii - Egretta garzetta - Pterodroma feae                         | 39º 00’ N 27º 57’ W               | 0 – 178                           | 30                                |
| PTZPE0030                         | Ilhéu da Praia (Santa Cruz da Graciosa) - Calonectris diomedea borealis - Sterna hirundo - Sterna dougallii - Oceanodroma castro - Oceanodroma monteiroi - Puffinus assimilis baroli - Bulweria bulwerii - Egretta garzetta - Pterodroma feae | 39º 03’ N 27º 57’ W               | 0 - 51                            | 12                                |
| Ilha Terceira                     | |                                   |                                   |                                   |
| PTZPE0031                         | Ponta das Contendas (Angra do Heroísmo) - Calonectris diomedea borealis - Sterna hirundo - Sterna dougallii | 38º 39’ N 27º 05’ W               | 0 - 48                            | 93                                |
| PTZPE0032                         | Ilhéu das Cabras (Angra do Heroísmo) - Calonectris diomedea borealis - Sterna hirundo - Sterna dougallii | 38º 38’ N 27º 09’ W               | 0 – 147                           | 28                                |
| Ilha de São Miguel                | |                                   |                                   |                                   |
| PTZPE0033                         | Pico da Vara e Ribeira do Guilherme (Nordeste e Povoação) - Pyrrhula murina - Regulus regulus azoricus | 37º 50’ N 25º 13’ W               | 260 – 1103                        | 6 067                             |
| Ilha de Santa Maria               | |                                   |                                   |                                   |
| PTZPE0034                         | Ilhéu da Vila e Costa Adjacente (Vila do Porto) - Calonectris diomedea borealis - Sterna hirundo - Sterna dougallii - Oceanodroma castro - Puffinus assimilis baroli - Bulweria bulwerii                                                      | 37º 57’ N 25º 10’ W               | 0 – 75                            | 48                                |

Fonte: Decreto Regulamentar Regional n.º 24/2004/A, de 1 de Julho, alterado pelo Decreto Regulamentar Regional n.º 9/2005/A, de 19 de Abril.

## Sítios Ramsar

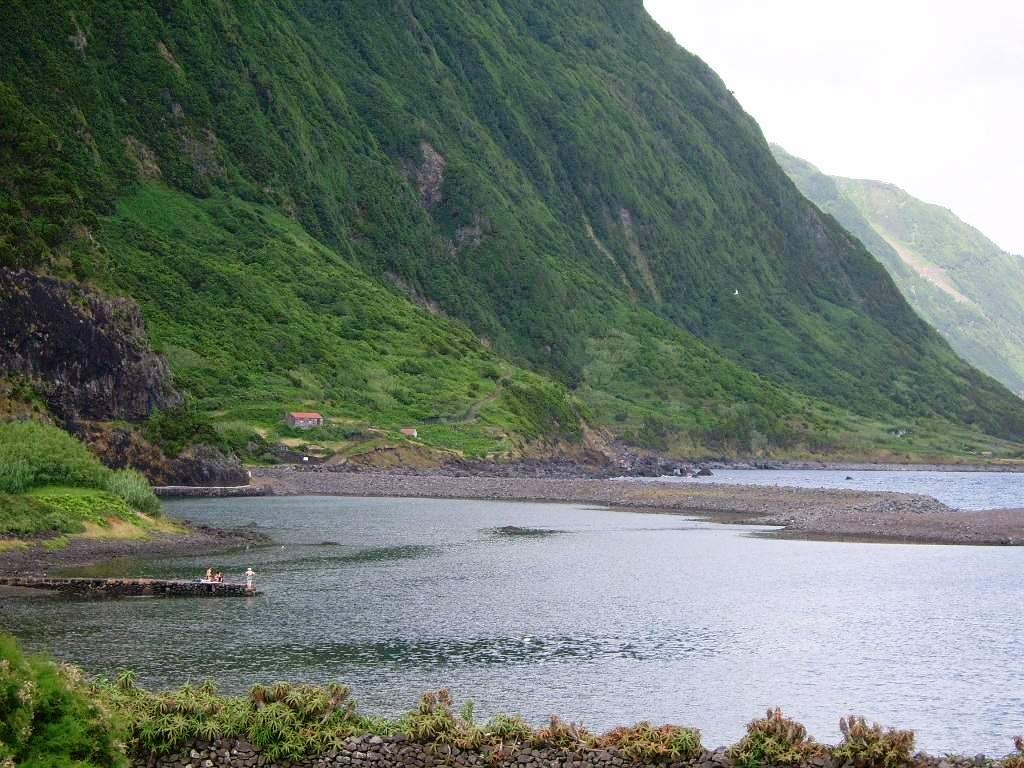
A laguna da Fajã da Caldeira de Santo Cristo, a primeira zona húmida açoriana inscrita na Lista de Zonas Húmidas de Importância Internacional.

A Convenção sobre as Zonas Húmidas de Importância Internacional, mais conhecida por Convenção de Ramsar, visa promover o uso sustentável das zonas húmidas através do ordenamento do território, do desenvolvimento de políticas e publicação de legislação visando a protecção das zonas húmidas e das espécies que as habitam e da realização de acções de gestão e educação das populações. Com esse objectivo, os Estados signatários comprometem-se a designar sítios para inclusão na Lista de Zonas Húmidas de Importância Internacional, mantida pelo secretariado da Convenção, e a assegurar a sua efectiva protecção.
Sendo Portugal parte da Convenção, o Govermo dos Açores decidiu propor a inclusão na  Lista de Zonas Húmidas de Importância Internacional de um conjunto de 11 biótopos, distribuídos por todo o arquipélago e com tipologias muito distintas, abrangendo áreas oceânicas, costeira, lagoas e turfeiras. A inclusão foi aceite, passando esses biótopos a integrar a referida Lista e a deter o estatuto de "Sítio Ramsar", sendo por essa via incluídos nos correspondentes parques naturais de ilha.
Esta distinção certifica o interesse daqueles biótopos para a gestão sustentável da água a nível mundial e a sua especial relevância para a conservação da avifauna aquática. No caso dos sítios açorianos é de grande importância o papel destas zonas húmidas como ponto de passagem, alimentação e descanso de aves migratórias e local de refúgio para aves de arribação. Todas as áreas açorianas detêm o estatuto legal de área protegida e estão integradas num dos parques naturais do arquipélago.
Zonas Húmidas de Interesse Internacional Protegidas pela Convenção de Ramsar
| Zonas Húmidas de Importância Internacional dos Açores (Sítios Ramsar) | Zonas Húmidas de Importância Internacional dos Açores (Sítios Ramsar)         | Zonas Húmidas de Importância Internacional dos Açores (Sítios Ramsar) | Zonas Húmidas de Importância Internacional dos Açores (Sítios Ramsar) |
| Código                                                                | Designação do sítio protegido                                                 | Latitude Longitude                                                    | Área (ha)                                                             |
| --------------------------------------------------------------------- | ----------------------------------------------------------------------------- | --------------------------------------------------------------------- | --------------------------------------------------------------------- |
| 1615                                                                  | Fajãs da Caldeira de Santo Cristo e Cubres – São Jorge                        | 38° 38’ N 027° 57’ W                                                  | 87                                                                    |
| 1798                                                                  | Caldeira da Graciosa (Furna do Enxofre) – Graciosa                            | 39° 01’N 027° 58’ W                                                   | 120                                                                   |
| 1799                                                                  | Caldeira do Faial – Faial                                                     | 38° 35’ N 028° 42’ W                                                  | 312                                                                   |
| 1800                                                                  | Caldeirão do Corvo – Corvo                                                    | 39° 42’ N 031°06’ W                                                   | 316                                                                   |
| 1801                                                                  | Complexo Vulcânico das Furnas – São Miguel                                    | 37° 45’ N 025° 19’ W                                                  | 2 855                                                                 |
| 1802                                                                  | Complexo Vulcânico das Sete Cidades – São Miguel                              | 37° 51’ N 025° 46’ W                                                  | 2 171                                                                 |
| 1803                                                                  | Complexo Vulcânico do Fogo – São Miguel                                       | 37° 45’ N 025° 28’ W                                                  | 2 182                                                                 |
| 1804                                                                  | Ilhéus das Formigas e Recife Dollabarat (oceânico)                            | 37° 16’ N 024° 46’ W                                                  | 7                                                                     |
| 1805                                                                  | Planalto Central da Terceira (Furnas do Enxofre e Algar do Carvão) – Terceira | 38° 44’ N 027° 12’ W                                                  | 1 283                                                                 |
| 1806                                                                  | Planalto Central das Flores (Morro Alto) – Flores                             | 39° 26’ N 031° 12’ W                                                  | 2 572                                                                 |
| 1807                                                                  | Planalto Central de São Jorge (Pico da Esperança) – São Jorge                 | 38° 39’ N 028° 04’ W                                                  | 231                                                                   |
| 1808                                                                  | Planalto Central do Pico (Achada) – Pico                                      | 38° 26’ N 028° 13’ W                                                  | 748                                                                   |

Fonte: The Ramsar List of Wetlands of International Importance.

## Áreas marinhas protegidas da Convenção OSPAR
A aplicação do anexo V à Convenção OSPAR resultou na designação de um conjunto de áreas marinhas protegidas (AMP's) no Mar dos Açores e na região oceânica circundante. Essas áreas protegidas, designadas como "áreas marinhas protegidas OSPAR", foram colocadas sob a responsabilidade da Região Autónoma dos Açores. As áreas que se situam no mar territorial já foram incluídas nos parques naturais de ilha respectivos, estando as restantes em vias de inclusão no Parque Marinho dos Açores.
Localização, limites, área e objectivos
| Áreas Marinhas Protegidas OSPAR | Áreas Marinhas Protegidas OSPAR                   | Áreas Marinhas Protegidas OSPAR | Áreas Marinhas Protegidas OSPAR | Áreas Marinhas Protegidas OSPAR |
| Código                          | Designação da AMP                                 | Localização                     | Área (ha)                       | Objectivo                       |
| ------------------------------- | ------------------------------------------------- | ------------------------------- | ------------------------------- | ------------------------------- |
| O-PT-COR0001                    | Corvo                                             | 39º 42’ N 31º 06’ W             | 25 736                          | B, C                            |
| O-PT-MIG0022                    | Banco D. João de Castro                           | 38º 13’ N 26º 36’ W             | 35 370                          | B, C                            |
| O-PT-FAI0005                    | Canal Faial-Pico                                  | 38º 30’ N 28º 35’ W             | 24 006                          | B, C                            |
| O-PT-020001                     | Banco das Formigas (Formigas e Recife Dollabarat) | 37º 15’ N 24º 45’ W             | 52 527                          | A, B, C                         |
| O-PT-020005                     | Campo Hidrotermal Lucky Strike                    | 37º 17’ N 32º 18’ W             | 19 218                          | B, C                            |
| O-PT-020006                     | Campo Hidrotermal Menez Gwen                      | 37º 49.5’ N 31º 31.5’ W         | 9 500                           | B, C                            |
| O-PT-020007                     | Campo Hidrotermal Rainbow                         | 36º 14’ N 33º 54’ W             | 2 215                           | B, C                            |
| O-PT-020008                     | Monte Submarino Sedlo                             | 40º 23’ N 26º 52’ W             | 401 253                         | B, C                            |

Interpretação:
- Os objectivos são indicados recorrendo à seguinte codificação:
  - A – Proteger, conservar e restaurar espécies, habitats e processos ecológicos adversamente afectados pela acção humana.
  - B – Em aplicação do princípio da precaução, prevenir a degradação e os danos a espécies, habitats e processos ecológicos.
  - C – Proteger e conservar as áreas que melhor representam a diversidade de espécies e habitats que ocorrem na região de aplicação da Convenção OSPAR.
- A «localização» é indicada pelas coordenadas geográficas no elipsóide WGS-84 do centro da área protegida.

## Áreas importantes para as aves (IBA's)
Foram delimitadas no território terrestre e marinho dos Açores, seguindo a metodologia internacional estabelecida para a identificação de áreas importante para as aves (ou IBA's, do inglês Important Bird Area), as áreas onde a protecção da avifauna pode assumir maior eficácia.
As áreas terrestres consideradas como IBA foram incluídas nos correspondentes parques naturais de ilha, pois na sua generalidade correspondem às zonas de protecção especial incluídas na Rede Natura 2000. Quanto às áreas marinhas, aquelas que correspondem à vizinhança imediata de áreas de nidificação, foram também integradas nos parques de ilha e as áreas oceânicas, situadas fora do mar territorial, foram propostas para integrar o Parque Marinho dos Açores.
As restantes IBAS marinhas que constam da proposta de delimitação já elaborada, particularmente as situadas em zonas próximas a portos, aeroportos e áreas de grande intensidade de pesca ainda não foram oficialmente aceites como áreas protegidas.

## Reservas da Biosfera
A rede mundial de Reservas da Biosfera é administrada pela UNESCO no contexto do Programa MaB (Man and Biosphere - Homem e Biosfera). O programa visa identificar territórios importantes para a conservação da biodiversidade e a promoção do desenvolvimento sustentável que podem servir como áreas prioritárias para a experimentação e demonstração de boas práticas em matéria de conservação da natureza e de promoção do desenvolvimento sustentável.
O Programa Homem e Biosfera (MaB) foi criado na sequência da Conferência Internacional sobre a Biosfera realizada pela UNESCO em Setembro de 1968. O MaB foi formalmente lançado em Novembro de 1971 como um programa intergovernamental de cooperação científica internacional sobre as interacções entre as populações humanas e o ambiente. O programa visa identificar os mecanismos que permitam conciliar a conservação da biodiversidade com o desenvolvimento humano em todas as situações bioclimáticas e geográficas da biosfera, procurando compreender as repercussões das acções humanas sobre os ecossistemas mais representativos do planeta.
Em 2006 e 2007 o Governo dos Açores apresentou candidaturas visando a inclusão na Rede Mundial de Reservas da Biosfera (World Network of Biosphere Reserves ou WNBR) das ilhas de menor densidade populacional e onde se desenvolveram formas peculiares de convivência entre as comunidade residentes e o ambiente. Essas candidaturas foram aceites e as ilhas Graciosa, Flores e Corvo foram inscritas como Reservas da Biosfera.
As reservas são administradas no contexto dos respectivos parques naturais de ilhas e deram origem à criação da marca Biosfera-Açores, utilizada na promoção dos produtos originários daquelas ilhas.

### Reserva da Biosfera da Ilha Graciosa
A Ilha Graciosa foi integrada em Setembro de 2007 na Rede Mundial de Reservas da Biosfera da UNESCO por decisão do Bureau do Conselho Internacional de Coordenação do Programa MAB (O Homem e a Biosfera).
A integração reconhece as características ambientais, patrimoniais e culturais únicas da ilha, de que são exemplo as significativas colónias de aves marinhas que nidificam nos seus ilhéus, a Furna do Enxofre, imponente caverna lávica caracterizada por ter um tecto em forma de abóbada perfeita, a peculiar arquitectura rural promotora da denominada casa da Graciosa e a Arquitectura da Água, original expressão da carência de água que sempre afectou a ilha.
Os ilhéus da costa da ilha são importantes habitats de nidificação para aves marinhas e servem como áreas de descanso para aves migratórias, albergando importantes populações nidificantes de cagarro (Calonectris diomedea borealis), garajau-rosado (Sterna dougallii), o garajau-comum (Sterna hirundo), frulho (Puffinus baroli baroli) e painho-da-Madeira (Oceanodroma castro). Os ilhéus da Praia e de Baixo albergam as únicas populações conhecidas de painho-de-Monteiro (Oceanodroma monteiroi).

### Reserva da Biosfera da Ilha do Corvo
Constitui esta Reserva da Biosfera toda a área emersa da ilha e uma zona marinha envolvente, cobrindo uma área total de 25 853 hectares. A Reserva da Biosfera da Ilha do Corvo foi integrada no Rede Mundial de Reservas da Biosfera em 2007, na mesma reunião do bureau que aprovou o ingresso da Graciosa.

### Reserva da Biosfera da Ilha das Flores
A ilha das Flores recebeu a designação de Reserva da Biosfera por decisão do Conselho Coordenador Internacional do Programa O Homem e a Biosfera (Man and Biosphere — MaB) da Organização das Nações Unidas para a Educação, Ciência e Cultura (UNESCO), reunido
em 26 de Maio de 2009, na ilha de Jeju, na República da Coreia. O Conselho justificou a inclusão das Flores na Lista Mundial de Reservas da Biosfera por ser a parte emersa de um monte marinho próximo da Dorsal Média-Atlântica, criado por actividade vulcânica que teve início há menos de 10 milhões de anos.
A Reserva da Biosfera da Ilha das Flores inclui toda a ilha, que apresenta aspectos paisagísticos, geológicos, ambientais e culturais relevantes, e ainda as áreas marinhas adjacentes, cobrindo uma área total de 58 619 hectares, contendo no seu interior valores paisagísticos, geológicos, ambientais e culturais únicos.

## Historial da Rede de Áreas Protegidas dos Açores
O primeiro diploma legal visando a criação de uma área protegida nos Açores, no sentido hodierno do termo, foi o Decreto n.º 78/72, de 7 de Março, que criou a Reserva Integral da Caldeira do Faial, seguindo-se, no dia imediato, o Decreto n.º 79/72, de 8 de Março, que criou a Reserva Integral da Montanha da ilha do Pico. Após um hiato de quase dois anos, foi publicado o Decreto n.º 152/74, de 15 de Abril, que criou na ilha de São Miguel a Reserva da Lagoa do Fogo e sujeitou ao regime florestal a área incluída no seu perímetro. Tais medidas estão na linha daquelas que constam dos Decretos n.os 187/71, de 8 de Maio, 355/71, de 16 de Agosto, 364/71, de 25 de Agosto, 444/71, de 23 de Outubro, e 458/71, de 29 de Outubro, e que criaram, respectivamente, o Parque Nacional da Peneda-Gerês e diversos tipos de reserva, e resultam da aplicação da Lei n.º 9/70, de 19 de Junho. Estes diplomas, aprovados ainda na vigência do Estado Novo, quando o regime autonómico açoriano não tinha capacidade legislativa, constituem as únicas intervenções da administração central em matéria de áreas protegidas no arquipélago dos Açores.
As primeiras medidas de protecção da natureza no contexto do direito regional foram introduzidas pelo Decreto Regional n.º 12/77/A, de 14 de Junho, que estabelece medidas de protecção às lagoas, ribeiras e nascentes de água existentes no arquipélago dos Açores. O diploma, pioneiro na matéria, apesar de se centrar na protecção dos recursos hídricos, estabelece normas de protecção da natureza que enquadraram diversas medidas posteriores. No que respeita à criação de áreas protegidas, em sentido restrito, a primeira intervenção ocorreu com o Decreto Regional n.º 1/80/A, de 31 de Janeiro, que estabelece medidas de protecção para a paisagem do Monte da Guia. Em matéria de reservas naturais, o primeiro diploma foi o Decreto Regional n.º 10/82/A, de 18 e Junho, que criou a Reserva Natural da Lagoa do Fogo, a que se seguiu, naquele mesmo ano, a reclassificação da Caldeira do Faial e da Montanha do Pico.
Apesar das múltiplas áreas protegidas entretanto criadas, sempre com um enquadramento ad hoc pois o Decreto-Lei n.º 613/76, de 27 de Julho, nunca chegou a ser formalmente aplicado nos Açores, a primeira grande medida de protecção de habitats ocorreu com a publicação do Decreto Legislativo Regional n.º 15/87/A, de 24 de Julho, que estabelece o regime jurídico de criação e funcionamento de reservas florestais. Foi um diploma decisivo, pois a maior parte das zonas com interesse para a conservação da natureza existentes nos Açores estão submetidas ao regime florestal e ao abrigo deste diploma criaram-se extensas «reservas florestais naturais», de que resultou a preservação das áreas que actualmente constituem o núcleo dos parques naturais de ilha.
O primeiro enquadramento global da criação de áreas protegidas nos Açores surgiu com a publicação do Decreto Legislativo Regional n.º 21/93/A, de 23 de Dezembro, que apesar de ser uma mera adaptação de legislação nacional criou a estrutura institucional que daria origem à actual rede de áreas protegidas. Ao abrigo desse diploma iniciou-se a reclassificação das áreas anteriormente existentes, mas o processo não teve continuidade dada a pouca adequação do regime nacional à estrutura insular e às instituições autonómicas e falta de articulação entre os regimes de gestão florestal e de funcionamento das reservas ad hoc entretanto criadas.
Em consequência dessa falta de articulação entre regimes, a criação da Rede Natura 2000 não foi acompanhada nos Açores por uma imediata reclassificação, nem mesmo de uma clara integração dos sítios de importância comunitária na rede de áreas protegidas. Publicada em 1998 a proposta de lista de sítios de importância comunitária pela Resolução n.º 30/98, de 5 de Fevereiro e aprovada em 2001 a primeira listagem de sítios da Região Biogeográfica Macaronésica, não houve de imediato alteração do estatuto legal das áreas incluídas, o qual só foi legalmente consagrado, embora indirectamente, pelo Decerto Legislativo Regional n.º 20/2006/A, de 6 de Junho, que aprova o plano sectorial da Rede Natura 2000 nos Açores.
O enquadramento global das áreas protegidas, com normas de reclassificação aplicáveis em todas as diversas tipologias entretanto criadas, e a unificação da rede foi fixado pelo Decreto Legislativo Regional n.º 15/2007/A, de 25 de Junho, que procede à revisão da rede de áreas protegidas e determina a reclassificação das áreas protegidas existentes. Aquele enquadramento jurídico permitiu a subsequente criação dos nove parques naturais de ilha e a reclassificação, de acordo com o regime de categorias de gestão da IUCN, da totalidade das áreas protegidas existentes, procedendo-se ao reajustamento dos respectivos limites por forma a acomodar todas as diferentes configurações entretanto criadas pelos diversos mecanismos de classificação.
O Decreto Legislativo Regional n.º 15/2012/A, de 2 de Abril, que aprovou o regime jurídico da conservação da natureza e da biodiversidade, transpondo para a ordem jurídica açoriana a Directiva Aves e a Directiva Habitats, revogou o Decreto Legislativo Regional n.º 15/2007/A, de 25 de Junho, incorporando o regime jurídico da Rede de Áreas Protegidas dos Açores no regime mais geral de protecção da biodiversidade.

### Evolução do quadro legal
Ao longo dos anos o enquadramento jurídico das áreas que actualmente integram a Rede Regional de Áreas Protegidas foi alterado por diversas vezes, reflectindo no essencial as alterações introduzidas a nível nacional. O quadro que se segue apresenta por ordem cronológica a evolução legislativa verificada.
| Legislação referente a áreas protegidas nos Açores | Legislação referente a áreas protegidas nos Açores | Legislação referente a áreas protegidas nos Açores |
| Enquadramento: Lei n.º 9/70, de 19 de Junho | Enquadramento: Lei n.º 9/70, de 19 de Junho | Enquadramento: Lei n.º 9/70, de 19 de Junho |
| --- | --- | --- |
| Decreto n.º 78/72, de 7 de Março | Determina que a Caldeira do Faial passe a constituir uma reserva integral, de acordo com o estabelecido no n.º 4 da base IV da Lei n.º 9/70, de 19 de Junho.                                               | Derrogado pelo Decreto Regional n.º 14/82/A, de 8 de Julho. |
| Decreto n.º 79/72, de 8 de Março | Determina que a Montanha da ilha do Pico passe a constituir uma reserva integral, de acordo com o estabelecido no n.º 4 da base IV da Lei n.º 9/70, de 19 de Junho.                                        | Derrogado pelo Decreto Regional n.º 15/82/A, de 9 de Julho. |
| Decreto n.º 152/74, de 15 de Abril | Cria na ilha de S. Miguel a Reserva da Lagoa do Fogo e sujeita ao regime florestal a área incluída no seu perímetro.                                                                                       | Derrogado pelo Decreto Regional n.º 10/82/A, de 18 de Junho. |
| Enquadramento: Decreto-Lei n.º 613/76, de 19 de Junho | | |
| Decreto Regional n.º 1/80/A, de 31 de Janeiro | Estabelece medidas de protecção para a paisagem do Monte da Guia. | Revogado pelo Decreto Legislativo Regional n.º 46/2008/A, de 7 de Novembro. - Regulamentado pelo Decreto Regulamentar Regional n.º 13/84/A, de 31 de Março, que aprova o Regulamento Geral da Paisagem Protegida do Monte da Guia e da Zona Anexa de Construção Condicionada (em vigor). |
| Decreto Regional n.º 2/80/A, de 7 de Fevereiro | Estabelece medidas de protecção para a paisagem das Sete Cidades. | Alterado pelo Decreto Legislativo Regional n.º 16/95/A, de 17 de Novembro. Revogado pelo Decreto Legislativo Regional n.º 19/2008/A, de 8 de Julho. - Regulamentado pelo Decreto Regulamentar Regional n.º 13/89/A, de 12 de Abril, que aprova o Regulamento Geral da Paisagem Protegida das Sete Cidades (revogado pelo Decreto Regulamentar Regional n.º 3/2005/A, de 24 de Janeiro); - Regulamentado pelo Decreto Regulamentar Regional n.º 3/2005/A, de 24 de Janeiro, que classifica a Lagoa das Sete Cidades como massa de água protegida (em vigor). |
| Decreto Regional n.º 3/80/A, de 7 de Fevereiro | Estabelece medidas de protecção para a paisagem do Monte Brasil. | Revogado pelo Decreto Legislativo Regional n.º 29/99/A, de 9 de Julho. |
| Decreto Regional n.º 10/82/A, de 18 de Junho | Cria a Reserva Natural da Lagoa do Fogo. | Revogado pelo Decreto Legislativo Regional n.º 19/2008/A, de 8 de Julho. |
| Decreto Regional n.º 12/82/A, de 1 de Julho | Cria e define a Reserva de Recreio do Pinhal da Paz (Mata das Criações). | Revogado pelo Decreto Legislativo Regional n.º 15/2000/A, de 21 de Junho. |
| Decreto Regional n.º 13/82/A, de 7 de Julho | Cria o Lugar Classificado da Praia, freguesia de Água de Alto, concelho de Vila Franca do Campo. | Revogado pelo Decreto Legislativo Regional n.º 19/2008/A, de 8 de Julho. |
| Decreto Regional n.º 14/82/A, de 8 de Julho | Cria a Reserva Natural da Caldeira do Faial. | Revogado pelo Decreto Legislativo Regional n.º 46/2008/A, de 7 de Novembro. |
| Decreto Regional n.º 15/82/A, de 9 de Julho | Cria a Reserva Natural da Montanha da Ilha do Pico. | Revogado pelo Decreto Legislativo Regional n.º 20/2008/A, de 9 de Julho. |
| Decreto Legislativo Regional n.º 3/83/A, de 3 de Março | Cria a Reserva Natural do Ilhéu de Vila Franca do Campo. | Revogado pelo Decreto Legislativo Regional n.º 22/2004/A, de 3 de Junho. |
| Decreto Legislativo Regional n.º 13/84/A, de 20 de Fevereiro | Cria a Reserva Natural Parcial do Ilhéu do Topo, situado na costa nascente da ilha de São Jorge. | Revogado pelo Decreto Legislativo Regional n.º 10/2011/A, de 28 de Março. |
| Decreto Legislativo Regional n.º 14/84/A, de 21 de Fevereiro | Cria a Reserva Natural Parcial da Lagoa da Caldeira de Santo Cristo, na ilha de São Jorge. | Alterado pelo Decreto Legislativo Regional n.º 27/86/A, de 25 de Novembro. Revogado pelo Decreto Legislativo Regional n.º 10/2011/A, de 28 de Março. |
| Decreto Legislativo Regional n.º 27/86/A, de 25 de Novembro | Veda a apanha de amêijoas na área da Reserva Natural Parcial da Lagoa da Caldeira de Santo Cristo. Revoga os artigos 4.º, 8.º, 11.º e 13.º do Decreto Legislativo Regional n.º 14/84/A de 21 de Fevereiro. | Revogado pelo Decreto Legislativo Regional n.º 10/2011/A, de 28 de Março. |
| Decreto Legislativo Regional n.º 7/87/A, de 29 de Maio | Cria as Reservas Naturais das Baías da Praia, de São Lourenço, dos Anjos e da Maia, na ilha de Santa Maria.                                                                                                | Revogado pelo Decreto Legislativo Regional n.º 47/2008/A, de 7 de Novembro. |
| Decreto Legislativo Regional n.º 13/87/A, de 21 de Julho | Cria a Reserva Natural Geológica do Algar do Carvão, na ilha Terceira. | Revogado pelo Decreto Legislativo Regional n.º 9/2004/A, de 23 de Março. |
| Enquadramento: Decreto-Lei n.º 613/76, de 19 de Junho (geral) e Decreto Legislativo Regional n.º 15/87/A, de 19 de Maio (áreas sob administração florestal)       | | |
| Decreto Legislativo Regional n.º 11/88/A, de 4 de Abril | Cria a Reserva Natural dos Ilhéus das Formigas, que compreende uma zona terrestre e uma marítima. | Alterado pelo Decreto Legislativo Regional n.º 8/90/A, de 17 de Maio. Revogado pelo Decreto Legislativo Regional n.º 26/2003/A, de 25 de Maio. |
| Decreto Legislativo Regional n.º 15/88/A, de 7 de Abril | Proíbe, pelo período de um ano, a apanha de amêijoas na Reserva Natural Parcial da Lagoa da Caldeira de Santo Cristo.                                                                                      | Revogado pelo Decreto Legislativo Regional n.º 10/2011/A, de 28 de Março. |
| Decreto Legislativo Regional n.º 27/88/A, de 22 de Julho | Cria várias reservas florestais naturais parciais, de acordo com o regime base estabelecido no Decreto Legislativo Regional n.º 15/87/A de 24 de Julho.                                                    | Revogado pelo Decreto Legislativo Regional n.º 11/2011/A, de 20 de Abril. |
| Decreto Legislativo Regional n.º 6/89/A, de 18 de Julho | Cria a Área Ecológica Especial da Lagoa da Caldeira de Santo Cristo, situada na freguesia da Ribeira Seca, concelho da Calheta, ilha de São Jorge.                                                         | Revogado pelo Decreto Legislativo Regional n.º 10/2011/A, de 28 de Março. |
| Decreto Legislativo Regional n.º 16/89/A, de 30 de Agosto | Cria e delimita as reservas florestais de recreio. | Alterado pelo Decreto Legislativo Regional n.º 16/2000/A, de 21 de Junho. Em vigor. |
| Decreto Legislativo Regional n.º 8/90/A, de 17 de Maio | Altera o Decreto Legislativo Regional n.º 11/88/A de 4 de Abril, que cria a Reserva Natural dos Ilhéus das Formigas, que compreende uma zona terrestre e uma marítima                                      | Revogado pelo Decreto Legislativo Regional n.º 26/2003/A, de 25 de Maio. |
| Enquadramento: Decreto Legislativo Regional n.º 21/93/A, de 23 de Dezembro                                                                                        | | |
| Decreto Legislativo Regional n.º 16/95/A, de 17 de Novembro | Altera o Decreto Regional n.º 2/80/A, de 7 de Fevereiro, que estabelece medidas de protecção para a paisagem das Sete Cidades.                                                                             | Revogado pelo Decreto Legislativo Regional n.º 19/2008/A, de 8 de Julho. |
| Decreto Legislativo Regional n.º 4/96/A, de 19 de Abril | Estabelece medidas preventivas aplicáveis na bacia hidrográfica da Lagoa das Furnas. | Caducado. |
| Decreto Legislativo Regional n.º 12/96/A, de 27 de Junho | Cria a Paisagem Protegida de Interesse Regional da Cultura da Vinha da Ilha do Pico. | Revogado pelo Decreto Legislativo Regional n.º 1/2004/A, de 21 de Janeiro. |
| Decreto Legislativo Regional n.º 15/2000/A, de 21 de Junho | Cria a Reserva Florestal de Recreio do Pinhal da Paz, também conhecido por Mata das Criações, na freguesia da Fajã de Cima, concelho de Ponta Delgada, na ilha de São Miguel.                              | Em vigor. |
| Decreto Legislativo Regional n.º 16/2000/A, de 21 de Junho | Altera o artigo 4.º do Decreto Legislativo Regional n.º 16/89/A de 30 de Agosto - regime jurídico das reservas florestais de recreio.                                                                      | Em vigor. |
| Decreto Legislativo Regional n.º 32/2000/A, de 24 de Outubro | Estabelece medidas cautelares para a preservação e salvaguarda do património natural e cultural das fajãs da ilha de São Jorge.                                                                            | Alterado pelo Decreto Legislativo Regional n.º 34/2002/A, de 16 de Outubro. Revogado pelo Decreto Legislativo Regional n.º 10/2011/A, de 28 de Março. |
| Decreto Legislativo Regional n.º 7/2002/A, de 6 de Abril | Cria a Reserva Florestal de Recreio de Santa Luzia, na freguesia de Santa Luzia, concelho de São Roque, na ilha do Pico.                                                                                   | Em vigor. |
| Enquadramento: Decreto Legislativo Regional n.º 21/93/A, de 23 de Dezembro e Decreto Legislativo Regional n.º 18/2002/A, de 16 de Maio                            | | |
| Alterado pelo Decreto Legislativo Regional n.º 34/2002/A, de 16 de Outubro                                                                                        | Prorroga o prazo de vigência das medidas cautelares para a preservação e salvaguarda do património das fajãs da ilha de São Jorge.                                                                         | Revogado pelo Decreto Legislativo Regional n.º 10/2011/A, de 28 de Março. |
| Decreto Legislativo Regional n.º 26/2003/A, de 25 de Maio | Reclassifica a Reserva Natural dos Ilhéus das Formigas em Reserva Natural Regional dos Ilhéus das Formigas (Reserva Natural).                                                                              | Revogado pelo Decreto Legislativo Regional n.º 47/2008/A, de 7 de Novembro. |
| Decreto Legislativo Regional n.º 1/2004/A, de 21 de Janeiro | Estabelece os limites da paisagem protegida de interesse regional da cultura da vinha da ilha do Pico. | Alterado pelo Decreto Legislativo Regional n.º 24/2005/A, de 21 de Outubro. Revogado pelo Decreto Legislativo Regional n.º 20/2008/A, de 9 de Julho. |
| Decreto Legislativo Regional n.º 5/2004/A, de 18 de Março | Classifica como monumento natural regional a Caldeira Velha, na ilha de São Miguel. | Revogado pelo Decreto Legislativo Regional n.º 19/2008/A, de 8 de Julho. |
| Decreto Legislativo Regional n.º 6/2004/A, de 18 de Março | Classifica como monumento natural regional a Gruta das Torres, na ilha do Pico | Revogado pelo Decreto Legislativo Regional n.º 20/2008/A, de 9 de Julho. |
| Decreto Legislativo Regional n.º 9/2004/A, de 23 de Março | Reclassifica a Reserva Natural Geológica do Algar do Carvão como Monumento Natural Regional do Algar do Carvão.                                                                                            | Revogado pelo Decreto Legislativo Regional n.º 11/2011/A, de 20 de Abril. |
| Decreto Legislativo Regional n.º 10/2004/A, de 23 de Março | Classifica como monumento natural regional as Furnas do Enxofre, na ilha Terceira. | Revogado pelo Decreto Legislativo Regional n.º 11/2011/A, de 20 de Abril. |
| Decreto Legislativo Regional n.º 11/2004/A, de 23 de Março | Classifica o lugar da Pedreira do Campo, no concelho de Vila do Porto, como monumento natural regional. | Revogado pelo Decreto Legislativo Regional n.º 47/2008/A, de 7 de Novembro. |
| Decreto Legislativo Regional n.º 22/2004/A, de 3 de Junho | Reclassifica a Reserva Natural Regional do Ilhéu de Vila Franca do Campo | Revogado pelo Decreto Legislativo Regional n.º 19/2008/A, de 8 de Julho. |
| Decreto Legislativo Regional n.º 3/2005/A, de 11 de Maio | Classifica como monumento natural regional o Pico das Camarinhas e Ponta da Ferraria, na ilha de São Miguel.                                                                                               | Revogado pelo Decreto Legislativo Regional n.º 19/2008/A, de 8 de Julho. |
| Decreto Legislativo Regional n.º 4/2005/A, de 11 de Maio | Classifica como monumento natural regional a Gruta do Carvão, na ilha de São Miguel. | Revogado pelo Decreto Legislativo Regional n.º 19/2008/A, de 8 de Julho. |
| Decreto Legislativo Regional n.º 5/2005/A, de 13 de Maio | Classifica como reserva natural regional o Figueiral e Prainha, na ilha de Santa Maria. | Revogado pelo Decreto Legislativo Regional n.º 47/2008/A, de 7 de Novembro. |
| Decreto Legislativo Regional n.º 9/2005/A, de 27 de Maio | Classifica como paisagem protegida de interesse regional o Barreiro da Faneca e Costa Norte, na ilha de Santa Maria.                                                                                       | Revogado pelo Decreto Legislativo Regional n.º 47/2008/A, de 7 de Novembro. |
| Decreto Legislativo Regional n.º 24/2005/A, de 21 de Outubro | Altera o Decreto Legislativo Regional n.º 1/2004/A, de 21 de Janeiro, que estabelece os limites de paisagem protegida de interesse regional da cultura da vinha da ilha do Pico.                           | Revogado pelo Decreto Legislativo Regional n.º 20/2008/A, de 9 de Julho. |
| Decreto Legislativo Regional n.º 20/2006/A, de 6 de Junho | Aprova o Plano Sectorial da Rede Natura 2000 da Região Autónoma dos Açores | Alterado pelo Decreto Legislativo Regional n.º 7/2007/A, de 10 de Abril. Em vigor. |
| Enquadramento: Decreto Legislativo Regional n.º 21/93/A, de 23 de Dezembro e Decreto Legislativo Regional n.º 20/2006/A, de 6 de Junho                            | | |
| Decreto Legislativo Regional n.º 38/2006/A, de 31 de Outubro | Cria a Reserva Florestal de Recreio da Falca, na ilha do Faial. | Em vigor. |
| Decreto Legislativo Regional n.º 55/2006/A, de 22 de Dezembro | Cria a Reserva Florestal de Recreio da Fajã do Rodrigo, freguesia e concelho do Nordeste, na ilha de São Miguel.                                                                                           | Em vigor. |
| Decreto Legislativo Regional n.º 56/2006/A, de 22 de Dezembro | Classifica o Parque Natural Regional do Corvo. | Revogado pelo Decreto Legislativo Regional n.º 44/2008/A, de 5 de Novembro. |
| Decreto Legislativo Regional n.º 7/2007/A, de 10 de Abril | Primeira alteração ao Decreto Legislativo Regional n.º 20/2006/A, de 6 de Junho, que aprovou o Plano Sectorial da Rede Natura 2000 da Região Autónoma dos Açores.                                          | Em vigor. |
| Enquadramento: Decreto Legislativo Regional n.º 15/2007/A, de 25 de Junho (entretanto substituído pelo Decreto Legislativo Regional n.º 15/2012/A, de 2 de Abril) | | |
| Decreto Legislativo Regional n.º 19/2008/A, de 8 de Julho | Cria o Parque Natural da Ilha de São Miguel. | Em vigor. |
| Decreto Legislativo Regional n.º 20/2008/A, de 9 de Julho | Cria o Parque Natural da Ilha do Pico. | Em vigor. |
| Decreto Legislativo Regional n.º 44/2008/A, de 5 de Novembro | Cria o Parque Natural da Ilha do Corvo. | Em vigor. |
| Decreto Legislativo Regional n.º 45/2008/A, de 5 de Novembro | Cria o Parque Natural da Ilha Graciosa. | Em vigor. |
| Decreto Legislativo Regional n.º 46/2008/A, de 7 de Novembro | Cria o Parque Natural da Ilha do Faial. | Em vigor. |
| Decreto Legislativo Regional n.º 47/2008/A, de 7 de Novembro | Cria o Parque Natural da Ilha de Santa Maria | Em vigor. |
| Decreto Legislativo Regional n.º 8/2011/A, de 23 de Março | Cria o Parque Natural das Flores. | Em vigor. |
| Decreto Legislativo Regional n.º 10/2011/A, de 28 de Março | Cria o Parque Natural de São Jorge. | Em vigor. |
| Decreto Legislativo Regional n.º 11/2011/A, de 20 de Abril | Cria o Parque Natural da Terceira. | Em vigor. |
| Decreto Legislativo Regional n.º 28/2011/A, de 11 de Novembro | Estrutura o Parque Marinho dos Açores. | Em vigor. |
| Decreto Legislativo Regional n.º 13/2016/A, de 19 de Julho | Primeira alteração ao Decreto Legislativo Regional n.º 28/2011/A, de 11 de Novembro, que estrutura o Parque Marinho dos Açores.                                                                            | Em vigor. |

Nota: Os diplomas em vigor estão assinalados a negrito.